# Jeffrey Harrison
Jeffrey M. Harrison (ur. 11 stycznia 1984) – amerykański narciarz alpejski, złoty medalista mistrzostw świata juniorów.

## Kariera
Po raz pierwszy na arenie międzynarodowej Jeffrey Harrison pojawił się 12 grudnia 1999 roku w Jackson, gdzie w zawodach FIS Race nie ukończył drugiego przejazdu w slalomie. W 2001 roku brał udział w mistrzostwach świata juniorów w Verbier, zajmując 39. miejsce w zjeździe i 32. miejsce w slalomie. Jeszcze trzykrotnie startował w zawodach tego cyklu, najlepszy wynik osiągając na mistrzostwach świata juniorów w Mariborze w 2004 roku, gdzie zwyciężył w gigancie. W zawodach tych wyprzedził Norwega Kjetila Jansruda oraz Fredrika Nordha ze Szwecji. Był też między innymi siódmy w slalomie i kombinacji podczas mistrzostw świata juniorów w Tarvisio w 2002 roku. W zawodach Pucharu Świata zadebiutował 28 lutego 2004 roku w Kranjskiej Gorze, nie kończąc pierwszego przejazdu w gigancie. W zawodach tego cyklu wystąpił jeszcze tylko raz, 3 grudnia 2004 roku w Beaver Creek, zajmując 53. miejsce w zjeździe. Nie startował na mistrzostwach świata ani igrzyskach olimpijskich.

## Osiągnięcia

### Mistrzostwa świata juniorów
| Miejsce | Dzień     | Rok  | Miejscowość  | Konkurencja | Czas biegu  | Strata  | Zwycięzca                      |
| ------- | --------- | ---- | ------------ | ----------- | ----------- | ------- | ------------------------------ |
| 39.     | 5 lutego  | 2001 | Verbier      | Zjazd       | 1:30,23 min | +3,94 s | Thomas Graggaber               |
| 32.     | 9 lutego  | 2001 | Verbier      | Slalom      | 1:25,72 min | +7,34 s | Stefan Kogler                  |
| 23.     | 27 lutego | 2002 | Tarvisio     | Zjazd       | 1:26,85 min | +2,13 s | Adam Cole                      |
| 35.     | 28 lutego | 2002 | Tarvisio     | Supergigant | 1:25,02 min | +3,17 s | Peter Fill                     |
| 7.      | 2 marca   | 2002 | Tarvisio     | Slalom      | 1:30,46 min | +1,46 s | Steven Nyman                   |
| 7.      | 3 marca   | 2002 | Tarvisio     | Kombinacja  | 11,77 pkt   | ?       | Steven Nyman                   |
| 34.     | 4 marca   | 2003 | Briançonnais | Zjazd       | 1:09,49 min | +1,99 s | Daniel Albrecht                |
| 39.     | 5 marca   | 2003 | Briançonnais | Supergigant | 1:17,10 min | +2,68 s | François Bourque               |
| 12.     | 7 marca   | 2003 | Briançonnais | Gigant      | 2:02,72 min | +1,51 s | Daniel Albrecht Mario Scheiber |
| DNF2    | 8 marca   | 2003 | Briançonnais | Slalom      | 1:33,74 min | -       | Marc Berthod                   |
| 62.     | 10 lutego | 2004 | Maribor      | Zjazd       | 1:09,61 min | +3,50 s | Romed Baumann                  |
| 12.     | 12 lutego | 2004 | Maribor      | Supergigant | 1:17,49 min | +1,69 s | Hans Olsson                    |
| 1.      | 13 lutego | 2004 | Maribor      | Gigant      | 2:17,40 min | -       | -                              |
| DNF1    | 14 lutego | 2004 | Maribor      | Slalom      | 1:33,33 min | +2,10 s | Raphael Fässler                |

### Puchar Świata

#### Miejsca w klasyfikacji generalnej
- sezon 2003/2004: -
- sezon 2004/2005: -

#### Miejsca na podium w zawodach
Harrison nie stawał na podium zawodów PŚ.